# 小行星6740
小行星6740（6740 Goff）是一颗绕太阳运转的小行星，为主小行星带小行星。该小行星于1993年4月14日发现。

## 轨道参数
小行星6740的轨道半长轴为2.5626916 UA，离心率为0.109。